# Si (powiat)
Si (chiń. upr. 泗县; chiń. trad. 泗縣; pinyin Sì Xiàn) – powiat w południowo-wschodniej części prefektury miejskiej Suzhou w prowincji Anhui w Chińskiej Republice Ludowej. Liczba mieszkańców powiatu, w 2010 roku, wynosiła 798 650.